# Fenix*TX
Fenix*TX ist eine 1995 gegründete amerikanische vier-köpfige Punk-Rock Band aus Houston, Texas, die ursprünglich Riverfenix hieß. Dieser Name war an den US-amerikanischen Schauspieler und Musiker River Phoenix angelehnt, musste aber aufgrund von Rechtsstreitigkeiten geändert werden.

## Bandgeschichte
Die erste EP namens G.B.O.H wurde 1996 auf Fuzzgun Records veröffentlicht. Ein Jahr später folgte ein Album namens Riverfenix bei Drive-Thru Records. Nach der Namensänderung veröffentlichten Fenix*TX auch ihr Album Riverfenix erneut, wobei dieses ebenfalls in Fenix*TX umbenannt wurde. Zudem wurden die Songs leicht überarbeitet und zwei Songs ausgetauscht. Es erschien 1999 bei MCA Records, wo sie im gleichen Jahr unter Vertrag genommen worden waren. Nach der Veröffentlichung ihres zweiten Albums Fenix TX trennte sich die Band von ihrem Schlagzeuger Donnie Reyes, dessen Position von Damon DeLaPaz eingenommen wurde (vorher Gitarrist der Band). Der neue Gitarrist der Band wurde James Love, dieser wurde aber bereits ein Jahr später von Chris Lewis abgelöst. Das insgesamt dritte Album, Lechuza, verkaufte sich über 600.000 mal (Gold-Status), jedoch löste sich die Band aufgrund einer kreativen Meinungsverschiedenheit im Jahre 2002 auf.
Nach der Trennung gründeten Bassist Adam Lewis und Drummer Damon DeLaPaz zusammen eine neue Band namens Sing the Body Electric, während Sänger/Gitarrist Will Salazar und Gitarrist Chris Lewis die Band Denver Harbor gründeten.
Im Jahre 2005 gaben sie ihre Wiedervereinigung bekannt und veröffentlichten ein Live-Album namens Purple Reign in Blood, welches sie durch die Tour durch USA und Japan begleitete. Bereits ein Jahr vor der offiziellen Wiedervereinigung hatte Fenix*TX zwei Live-Shows gespielt, die von Drive-Thru Records gefilmt wurden und auf DVD veröffentlicht werden sollten, was aber kurioserweise nie geschah. 2009 meldete sich die Band erneut zurück und erklärte, dass sie von nun an wieder im originalen Riverfenix-Line Up spiele. Zudem spielte die Band im Oktober 2010 eine Europa-Tour, die unter anderem durch Frankreich, Deutschland und England führte. 

## Diskografie

### Alben
- Riverfenix (1997 als Riverfenix, Drive-Thru Records)
- Fenix*TX (1999, MCA Records, Drive-Thru Records)
- Lechuza (2001, MCA Records, Drive-Thru Records)
- Purple Reign in Blood – Live (2005, Adrenaline Records)

### EPs
- G.B.O.H. (1996, als Riverfenix, Drive-Thru Records)

### Singles
- All My Fault (2000, Drive-Thru Records)
- Threesome (2002, MCA Records)